# Туристичка организација Пирот
| Туристичка организација Пирот |                                     |
|                               |                                     |
| Оснивач:                      | Град Пирот                          |
| Седиште:                      | Српских владара бр. 77 Пирот Србија |
| Директор:                     |                                     |
| Веб презентација              |                                     |

Туристичка организација Пирот је једна од јавних установа града Пирота, основана је 9. септембра 2004. године као носилац развоја, промоције и унапређења туризма.
Као таква бави се:
- израдом програма развоја туризма и одговарајућих планских аката за туристичка места на територији општине
- унапређење општих услова боравка у општини Пирот, као и унапређење туристичке привреде, а све у циљу стварања атрактивног туристичког амбијента
- усмеравањем и координацијом активности носилаца туристичке понуде као и подстицајем изградње и развоја туристичке инфраструктуре, спортско-рекреатив-них и других садржаја
- организовањем туристичко-информативне пропагандне делатности на територији општине, а све у циљу презентације и промоције туристичких вредности
- валоризацијом, очувањем и заштитом туристичких вредности, тј. природних и антропогених мотива пиротског краја

## Делатности
Туристичка организација се бави организацијом излета, обиласцима културно-историјских споменика, објеката и локалитета, обиласком града у пратњи локалних водича, заказивањем и најавом посета, организује културне и спортске манифестације, сајмове, посебно оне са етно обележјима овог краја, конгресе и научне скупове, семинаре, подизање туристичке културе становништва овог подручја, припрема за препознатљиви бренд са овог подручја, разне промоције, приредбе, као и могућност пласирања производа са етно обележјима овог подручја, даје информације и друге непоменуте услуге.

## Манифестације
- Сајам пиротске пеглане кобасице[1]
- Сајам старопланинских јела
- Сајам књиге и графике
- Сајам лова и риболова
- Пиротско културно лето
- Дарови нетакнуте природе
- Aутдор фестивал Јерма
- Научно-Истраживачки камп Стара Планина
- Фестивал „Освежење”
- Међународни фолклорни фестивал
- Фестивал сира и качкаваља
- Пиротска јагњијада[2]
- Рафтинг Нишавом
- Владикине плоче рафтинг
- Традиционални пиротски вашар
- Хајлендер Стара Планина